# Küçükçekmece Gölü
Der Küçükçekmece Gölü (Küçükçekmece-See) liegt in der Marmararegion, zwischen den Istanbuler Stadtteilen Küçükçekmece und Avcılar.
Er liegt rund 23 km westlich des Istanbuler Zentrums auf Höhe des Meeresspiegels. Durch die Gezeiten wurden Sand und Gestein so verlagert, dass sich eine Seeenge bildete und den See vom Marmarameer trennte. An der Südseite ist die Enge unterbrochen. Diese Lücke leitet das übermäßige Wasser in das Marmarameer. Wenn das Meer unruhig ist, dringt Meerwasser in den See ein, wodurch das Seewasser etwas salzhaltig ist. Der See wird von den vom Norden zufließenden Zuflüssen Nakkas, Sazlıdere und Eksinoz gespeist.
Der Küçükçekmece-See hat eine Länge von 10 km und eine Breite von 6 km. Seine Fläche beträgt 16 km² und seine maximale Tiefe ist 20 m. Am See liegen die Orte Küçükçekmece und Avcılar.